# Porotrichum elongatum
Porotrichum elongatum là một loài Rêu trong họ Neckeraceae. Loài này được (Welw. & Duby) A. Gepp miêu tả khoa học đầu tiên năm 1901.